# Maomé ibne Abde Aluaide Tamimi Iamami
Maomé ibne Abde Aluaide Tamimi Iamami (Muhammad ibn Abd al-Wahid al-Tamimi al-Yamami), conhecido como Mamete filho de Abluaide ou somente Iamamique (Yamamik) ou Ememique (Ememik) nas fontes armênias, foi oficial árabo-muçulmano do século IX. Na década de 870, foi nomeado como representante do governador da Armênia Issa ibne Axeique Axaibani no Azerbaijão, mas rebelou-se contra seu mestre em 878 e eles entraram em conflito. Issa sitiou Maomé na capital provincial de Barda, mas apesar de receber ajuda de Asócio Bagratúnio (futuro rei da Armênia), após 13 meses de cerco infrutífero foi forçado a abandoná-lo.